# Wereldkampioenschap rally in 2018
Het wereldkampioenschap rally in 2018 is de zesenveertigste jaargang van het wereldkampioenschap rally (officieel het FIA World Rally Championship), een kampioenschap in de autosport dat door de Fédération Internationale de l'Automobile (FIA) wordt erkend als de hoogste klasse binnen de internationale rallysport. Teams en rijders nemen deel aan dertien rondes — te beginnen in Monte Carlo op 25 januari en eindigend in Australië op 18 november — van het wereldkampioenschap rally voor rijders en constructeurs.

## Kalender
De rally van Turkije maakt in 2018 opnieuw deel uit van de kalender. De rally is de vervanger van de rally van Polen die uit de kalender werd gelaten omwille van tekortkomingen op vlak van veiligheid. De rally van Turkije zal echter de leegte in september opvullen waardoor deze rally tussen de rally van Duitsland en de rally van Groot-Brittannië terechtkomt. Naast deze wijziging is er ook een wissel gebeurd tussen de rally's van Spanje en Groot-Brittannië, waardoor de rally van Spanje opnieuw de vertrouwde datum eind oktober inneemt en zo de laatste Europese rally van 2018 zal zijn.
| Ronde | Datum        | Datum        | Rally naam                               | Rally hoofdkwartier            | Rally details | Rally details | Rally details |
| Ronde | Start        | Finish       | Rally naam                               | Rally hoofdkwartier            | Ondergrond    | Proeven       | Afstand       |
| ----- | ------------ | ------------ | ---------------------------------------- | ------------------------------ | ------------- | ------------- | ------------- |
| 1     | 25 januari   | 28 januari   | 86ème Rallye Automobile de Monte-Carlo   | Gap, Hautes-Alpes              | Mix           | 17            | 388,59 km     |
| 2     | 15 februari  | 18 februari  | 66th Rally Sweden                        | Torsby, Värmlands län          | Sneeuw        | 19            | 314,69 km     |
| 3     | 8 maart      | 11 maart     | 32º Rally Guanajuato México              | León, Guanajuato               | Onverhard     | 22            | 345,60 km     |
| 4     | 5 april      | 8 april      | 61ème Corsica Linea Tour de Corse        | Bastia, Haute-Corse            | Asfalt        | 12            | 333,48 km     |
| 5     | 26 april     | 29 april     | 38º YPF Rally Argentina                  | Villa Carlos Paz, Córdoba      | Onverhard     | 18            | 358,25 km     |
| 6     | 17 mei       | 20 mei       | 52º Vodafone Rally de Portugal           | Matosinhos, Porto              | Onverhard     | 20            | 358,19 km     |
| 7     | 7 juni       | 10 juni      | 15º Rally d'Italia Sardegna              | Alghero, Sardinië              | Onverhard     | 20            | 317,32 km     |
| 8     | 26 juli      | 29 juli      | 68th Neste Rally Finland                 | Jyväskylä, Keski-Suomi         | Onverhard     | 23            | 317,26 km     |
| 9     | 16 augustus  | 19 augustus  | 36. ADAC Rallye Deutschland              | Sankt Wendel, Saarland         | Asfalt        | 18            | 325,76 km     |
| 10    | 13 september | 16 september | 10º Rally Turkey Marmaris                | Marmaris, Muğla                | Onverhard     | 17            | 312,44 km     |
| 11    | 4 oktober    | 7 oktober    | 74th Dayinsure Wales Rally Great Britain | Deeside, Flintshire            | Onverhard     | 23            | 319,34 km     |
| 12    | 25 oktober   | 28 oktober   | 54º Rally RACC Catalunya – Costa Daurada | Salou, Tarragona               | Mix           | 18            | 331,78 km     |
| 13    | 15 november  | 18 november  | 27th Kennards Hire Rally Australia       | Coffs Harbour, New South Wales | Onverhard     | 24            | 316,30 km     |

## Teams en rijders

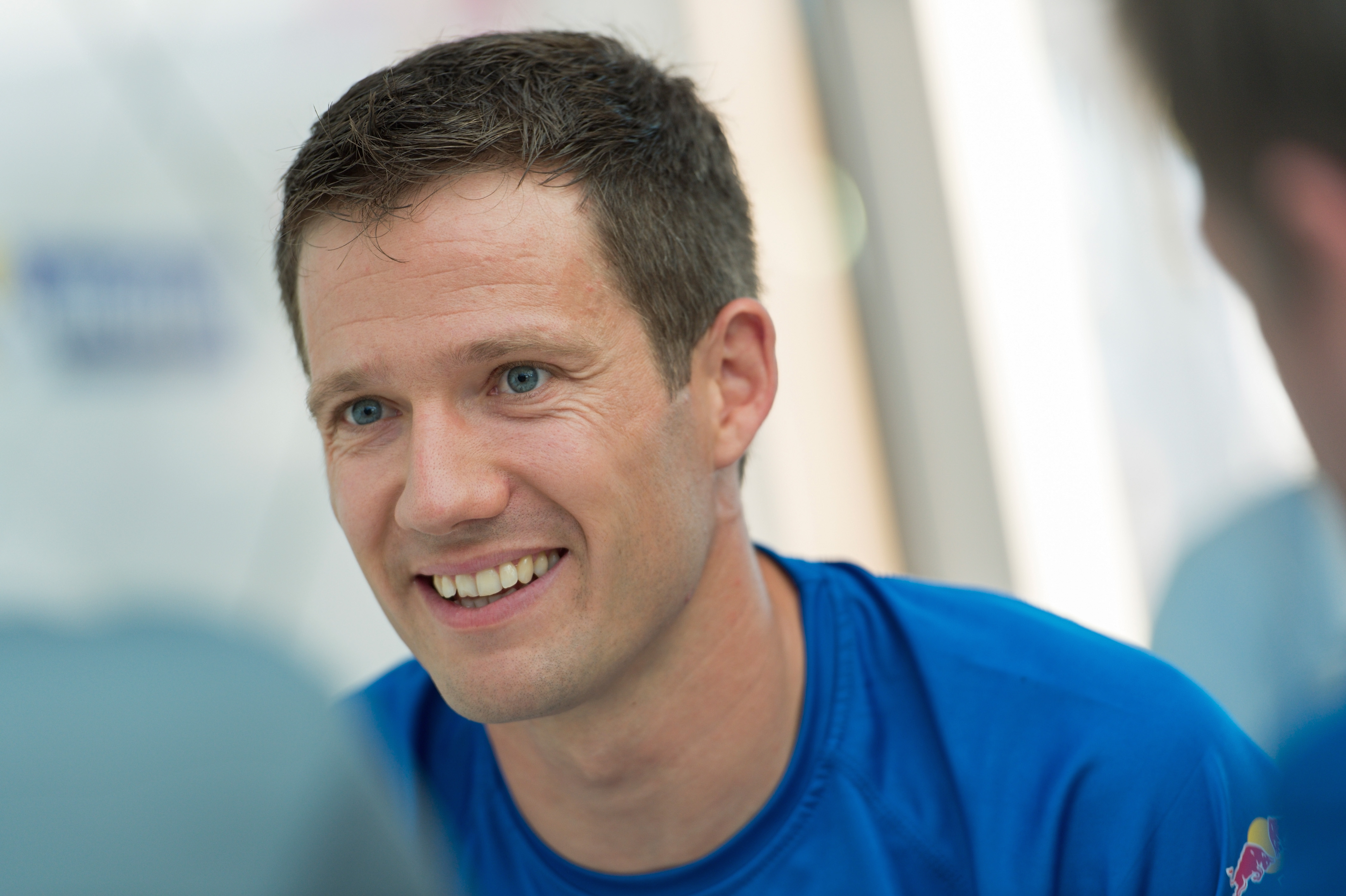
Ogier greep zijn zesde wereldtitel.

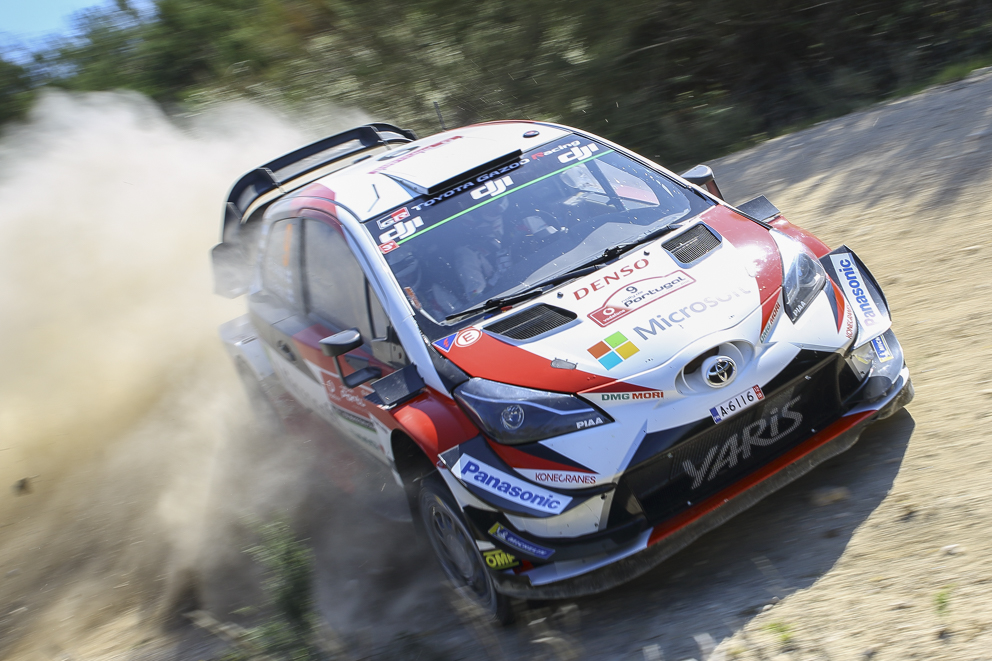
Toyota werd voor het eerst sinds 1999 wereldkampioen bij de constructeurs

| World Rally Car inschrijvingen die in aanmerking komen om punten te scoren voor de constructeur | World Rally Car inschrijvingen die in aanmerking komen om punten te scoren voor de constructeur | World Rally Car inschrijvingen die in aanmerking komen om punten te scoren voor de constructeur | World Rally Car inschrijvingen die in aanmerking komen om punten te scoren voor de constructeur | World Rally Car inschrijvingen die in aanmerking komen om punten te scoren voor de constructeur | World Rally Car inschrijvingen die in aanmerking komen om punten te scoren voor de constructeur | World Rally Car inschrijvingen die in aanmerking komen om punten te scoren voor de constructeur | World Rally Car inschrijvingen die in aanmerking komen om punten te scoren voor de constructeur |
| Constructeur                                                                                    | Inschrijving                                                                                    | Auto                                                                                            | Band                                                                                            | #                                                                                               | Rijder                                                                                          | Navigator                                                                                       | Rondes                                                                                          |
| ----------------------------------------------------------------------------------------------- | ----------------------------------------------------------------------------------------------- | ----------------------------------------------------------------------------------------------- | ----------------------------------------------------------------------------------------------- | ----------------------------------------------------------------------------------------------- | ----------------------------------------------------------------------------------------------- | ----------------------------------------------------------------------------------------------- | ----------------------------------------------------------------------------------------------- |
| Ford                                                                                            | M-Sport Ford World Rally Team                                                                   | Ford Fiesta WRC                                                                                 | M                                                                                               | 1                                                                                               | Sébastien Ogier                                                                                 | Julien Ingrassia                                                                                | 1-13                                                                                            |
| Ford                                                                                            | M-Sport Ford World Rally Team                                                                   | Ford Fiesta WRC                                                                                 | M                                                                                               | 2                                                                                               | Elfyn Evans                                                                                     | Daniel Barritt                                                                                  | 1-3, 5-13                                                                                       |
| Ford                                                                                            | M-Sport Ford World Rally Team                                                                   | Ford Fiesta WRC                                                                                 | M                                                                                               | 2                                                                                               | Elfyn Evans                                                                                     | Phil Mills                                                                                      | 4                                                                                               |
| Ford                                                                                            | M-Sport Ford World Rally Team                                                                   | Ford Fiesta WRC                                                                                 | M                                                                                               | 3                                                                                               | Bryan Bouffier                                                                                  | Xavier Panseri                                                                                  | 1, 4                                                                                            |
| Ford                                                                                            | M-Sport Ford World Rally Team                                                                   | Ford Fiesta WRC                                                                                 | M                                                                                               | 3                                                                                               | Teemu Suninen                                                                                   | Mikko Markkula                                                                                  | 2-3, 5-13                                                                                       |
| Hyundai                                                                                         | Hyundai Shell Mobis WRT                                                                         | Hyundai i20 Coupé WRC                                                                           | M                                                                                               | 4                                                                                               | Andreas Mikkelsen                                                                               | Anders Jæger                                                                                    | 1-13                                                                                            |
| Hyundai                                                                                         | Hyundai Shell Mobis WRT                                                                         | Hyundai i20 Coupé WRC                                                                           | M                                                                                               | 5                                                                                               | Thierry Neuville                                                                                | Nicolas Gilsoul                                                                                 | 1-13                                                                                            |
| Hyundai                                                                                         | Hyundai Shell Mobis WRT                                                                         | Hyundai i20 Coupé WRC                                                                           | M                                                                                               | 6                                                                                               | Daniel Sordo                                                                                    | Carlos del Barrio                                                                               | 1, 3-5, 9, 12                                                                                   |
| Hyundai                                                                                         | Hyundai Shell Mobis WRT                                                                         | Hyundai i20 Coupé WRC                                                                           | M                                                                                               | 6                                                                                               | Hayden Paddon                                                                                   | Sebastian Marshall                                                                              | 2, 6-8, 10-11, 13                                                                               |
| Toyota                                                                                          | Toyota Gazoo Racing WRC                                                                         | Toyota Yaris WRC                                                                                | M                                                                                               | 7                                                                                               | Jari-Matti Latvala                                                                              | Miikka Anttila                                                                                  | 1-13                                                                                            |
| Toyota                                                                                          | Toyota Gazoo Racing WRC                                                                         | Toyota Yaris WRC                                                                                | M                                                                                               | 8                                                                                               | Ott Tänak                                                                                       | Martin Järveoja                                                                                 | 1-13                                                                                            |
| Toyota                                                                                          | Toyota Gazoo Racing WRC                                                                         | Toyota Yaris WRC                                                                                | M                                                                                               | 9                                                                                               | Esapekka Lappi                                                                                  | Janne Ferm                                                                                      | 1-13                                                                                            |
| Citroën                                                                                         | Citroën Total Abu Dhabi WRT                                                                     | Citroën C3 WRC                                                                                  | M                                                                                               | 10                                                                                              | Kris Meeke                                                                                      | Paul Nagle                                                                                      | 1-6                                                                                             |
| Citroën                                                                                         | Citroën Total Abu Dhabi WRT                                                                     | Citroën C3 WRC                                                                                  | M                                                                                               | 10                                                                                              | Mads Østberg                                                                                    | Torstein Eriksen                                                                                | 8-11, 13                                                                                        |
| Citroën                                                                                         | Citroën Total Abu Dhabi WRT                                                                     | Citroën C3 WRC                                                                                  | M                                                                                               | 10                                                                                              | Sébastien Loeb                                                                                  | Daniel Elena                                                                                    | 12                                                                                              |
| Citroën                                                                                         | Citroën Total Abu Dhabi WRT                                                                     | Citroën C3 WRC                                                                                  | M                                                                                               | 11                                                                                              | Craig Breen                                                                                     | Scott Martin                                                                                    | 1-2, 5-13                                                                                       |
| Citroën                                                                                         | Citroën Total Abu Dhabi WRT                                                                     | Citroën C3 WRC                                                                                  | M                                                                                               | 11                                                                                              | Sébastien Loeb                                                                                  | Daniel Elena                                                                                    | 3-4                                                                                             |
| Citroën                                                                                         | Citroën Total Abu Dhabi WRT                                                                     | Citroën C3 WRC                                                                                  | M                                                                                               | 12                                                                                              | Mads Østberg                                                                                    | Torstein Eriksen                                                                                | 2, 6-7                                                                                          |
| Citroën                                                                                         | Citroën Total Abu Dhabi WRT                                                                     | Citroën C3 WRC                                                                                  | M                                                                                               | 12                                                                                              | Khalid Al-Qassimi                                                                               | Chris Patterson                                                                                 | 5, 8, 10, 12                                                                                    |

| World Rally Car inschrijvingen die niet in aanmerking komen om punten te scoren voor de constructeur | World Rally Car inschrijvingen die niet in aanmerking komen om punten te scoren voor de constructeur | World Rally Car inschrijvingen die niet in aanmerking komen om punten te scoren voor de constructeur | World Rally Car inschrijvingen die niet in aanmerking komen om punten te scoren voor de constructeur | World Rally Car inschrijvingen die niet in aanmerking komen om punten te scoren voor de constructeur | World Rally Car inschrijvingen die niet in aanmerking komen om punten te scoren voor de constructeur | World Rally Car inschrijvingen die niet in aanmerking komen om punten te scoren voor de constructeur | World Rally Car inschrijvingen die niet in aanmerking komen om punten te scoren voor de constructeur |
| Constructeur                                                                                         | Inschrijving                                                                                         | Auto                                                                                                 | Band                                                                                                 | # | Rijder                                                                                               | Navigator                                                                                            | Rondes                                                                                               |
| --- | --- | --- | --- | --- | --- | --- | --- |
| Citroën                                                                                              | Marijan Griebel                                                                                      | Citroën DS3 WRC                                                                                      | M | 22                                                                                                   | Marijan Griebel                                                                                      | Alexander Rath                                                                                       | 9 |
| Citroën                                                                                              | Cyrille Feraud                                                                                       | Citroën DS3 WRC                                                                                      | D | 23                                                                                                   | Cyrille Feraud                                                                                       | Aymeric Duschemin                                                                                    | 7 |
| Citroën                                                                                              | Mauro Miele                                                                                          | Citroën DS3 WRC                                                                                      | M | 81                                                                                                   | Mauro Miele                                                                                          | Luca Beltrame                                                                                        | 4 |
| Citroën                                                                                              | Jean-Michel Raoux                                                                                    | Citroën DS3 WRC                                                                                      | n.n.b.                                                                                               | 83                                                                                                   | Jean-Michel Raoux                                                                                    | Laurent Magat                                                                                        | 12                                                                                                   |
| Ford                                                                                                 | Henning Solberg                                                                                      | Ford Fiesta WRC                                                                                      | M | 14                                                                                                   | Henning Solberg                                                                                      | Cato Menkerud                                                                                        | 2 |
| Ford                                                                                                 | M-Sport Ford World Rally Team                                                                        | Ford Fiesta WRC                                                                                      | M | 21                                                                                                   | Jourdain Serderidis                                                                                  | Frédéric Miclotte                                                                                    | 9 |
| Ford                                                                                                 | M-Sport Ford World Rally Team                                                                        | Ford Fiesta WRC                                                                                      | M | 21                                                                                                   | Jourdain Serderidis                                                                                  | Lara Vanneste                                                                                        | 13                                                                                                   |
| Ford                                                                                                 | Hoonigan Racing Division                                                                             | Ford Fiesta WRC                                                                                      | M | 43                                                                                                   | Ken Block                                                                                            | Alex Gelsomino                                                                                       | 12                                                                                                   |
| Ford                                                                                                 | Manuel Villa                                                                                         | Ford Fiesta RS WRC                                                                                   | D | 18                                                                                                   | Manuel Villa                                                                                         | Daniele Michi                                                                                        | 1 |
| Ford                                                                                                 | Yazeed Racing                                                                                        | Ford Fiesta RS WRC                                                                                   | M | 21                                                                                                   | Yazeed Al Rajhi                                                                                      | Michael Orr                                                                                          | 2, 6, 10                                                                                             |
| Ford                                                                                                 | Yazeed Racing                                                                                        | Ford Fiesta RS WRC                                                                                   | M | 22                                                                                                   | Yazeed Al Rajhi                                                                                      | Michael Orr                                                                                          | 7 |
| Ford                                                                                                 | MP-Sports                                                                                            | Ford Fiesta RS WRC                                                                                   | D | 21                                                                                                   | Martin Prokop                                                                                        | Jan Tománek                                                                                          | 7 |
| Ford                                                                                                 | "Piano"                                                                                              | Ford Fiesta RS WRC                                                                                   | D | 23                                                                                                   | "Piano"                                                                                              | Jean-François Pergola                                                                                | 7 |
| Ford                                                                                                 | Armando Pereira                                                                                      | Ford Fiesta RS WRC                                                                                   | P | 82                                                                                                   | Armando Pereira                                                                                      | Rémi Tutélaire                                                                                       | 4 |
| Ford                                                                                                 | Alain Vauthier                                                                                       | Ford Fiesta RS WRC                                                                                   | M | 83                                                                                                   | Alain Vauthier                                                                                       | Stevie Nollet                                                                                        | 4 |
| Hyundai                                                                                              | Hyundai Shell Mobis WRT                                                                              | Hyundai i20 Coupé WRC                                                                                | M | 16                                                                                                   | Daniel Sordo                                                                                         | Carlos del Barrio                                                                                    | 6 |

## Resultaten en kampioenschap standen

### Seizoensverloop
| Ronde | Evenement                                | Winnende rijder    | Winnende navigator | Winnende constructeur         | Winnende tijd | WRC-leider na rally | Verslag |
| ----- | ---------------------------------------- | ------------------ | ------------------ | ----------------------------- | ------------- | ------------------- | ------- |
| 1     | 86ème Rallye Automobile de Monte-Carlo   | Sébastien Ogier    | Julien Ingrassia   | M-Sport Ford World Rally Team | 4:18:55,5     | Sébastien Ogier     | Verslag |
| 2     | 66th Rally Sweden                        | Thierry Neuville   | Nicolas Gilsoul    | Hyundai Shell Mobis WRT       | 2:52:13,1     | Thierry Neuville    | Verslag |
| 3     | 32º Rally Guanajuato México              | Sébastien Ogier    | Julien Ingrassia   | M-Sport Ford World Rally Team | 3:54:08,1     | Sébastien Ogier     | Verslag |
| 4     | 61ème Corsica Linea Tour de Corse        | Sébastien Ogier    | Julien Ingrassia   | M-Sport Ford World Rally Team | 3:26:52,7     | Sébastien Ogier     | Verslag |
| 5     | 38º YPF Rally Argentina                  | Ott Tänak          | Martin Järveoja    | Toyota Gazoo Racing WRC       | 3:43:28,9     | Sébastien Ogier     | Verslag |
| 6     | 52º Vodafone Rally de Portugal           | Thierry Neuville   | Nicolas Gilsoul    | Hyundai Shell Mobis WRT       | 3:49:46,6     | Thierry Neuville    | Verslag |
| 7     | 15º Rally d'Italia Sardegna              | Thierry Neuville   | Nicolas Gilsoul    | Hyundai Shell Mobis WRT       | 3:29:18,7     | Thierry Neuville    | Verslag |
| 8     | 68th Neste Rally Finland                 | Ott Tänak          | Martin Järveoja    | Toyota Gazoo Racing WRC       | 2:35:18,1     | Thierry Neuville    | Verslag |
| 9     | 36. ADAC Rallye Deutschland              | Ott Tänak          | Martin Järveoja    | Toyota Gazoo Racing WRC       | 3:03:36,9     | Thierry Neuville    | Verslag |
| 10    | 10º Rally Turkey Marmaris                | Ott Tänak          | Martin Järveoja    | Toyota Gazoo Racing WRC       | 3:59:24,5     | Thierry Neuville    | Verslag |
| 11    | 74th Dayinsure Wales Rally Great Britain | Sébastien Ogier    | Julien Ingrassia   | M-Sport Ford World Rally Team | 3:06:12,5     | Thierry Neuville    | Verslag |
| 12    | 54º Rally RACC Catalunya – Costa Daurada | Sébastien Loeb     | Daniel Elena       | Citroën Total Abu Dhabi WRT   | 3:08:12,0     | Sébastien Ogier     | Verslag |
| 13    | 27th Kennards Hire Rally Australia       | Jari-Matti Latvala | Miikka Anttila     | Toyota Gazoo Racing WRC       | 2:59:52,0     | Sébastien Ogier     | Verslag |

### Puntensysteem
- Punten worden uitgereikt aan de top tien geklasseerden. In het kampioenschap voor constructeurs, worden punten alleen uitgereikt aan de twee best geplaatste rijders in het klassement per constructeur en actief in een 2018-specificatie World Rally Car. Er worden ook extra punten vergeven aan de winnaars van de Power Stage, vijf voor de eerste plaats, vier voor de tweede, drie voor derde, twee voor de vierde en een voor de vijfde. Power Stage punten tellen alleen mee in het kampioenschap voor rijders.

| Positie | 1. | 2. | 3. | 4. | 5. | 6. | 7. | 8. | 9. | 10. |
| Punten  | 25 | 18 | 15 | 12 | 10 | 8  | 6  | 4  | 2  | 1   |

### Rijders
| Pos. | Rijder             | MON | ZWE | MEX | FRA | ARG | POR | ITA | FIN | DUI | TUR | GBR | SPA | AUS | Pnt. |
| ---- | ------------------ | --- | --- | --- | --- | --- | --- | --- | --- | --- | --- | --- | --- | --- | ---- |
| 1    | Sébastien Ogier    | 15  | 102 | 1   | 13  | 42  | WD  | 2   | 5   | 41  | 102 | 13  | 2   | 51  | 219  |
| 2    | Thierry Neuville   | 52  | 14  | 63  | 3   | 21  | 12  | 1   | 94  | 25  | 161 | 54  | 4   | DNF | 201  |
| 3    | Ott Tänak          | 2   | 95  | 141 | 25  | 14  | DNF | 93  | 1   | 12  | 13  | 192 | 61  | DNF | 181  |
| 4    | Jari-Matti Latvala | 34  | 7   | 82  | DNF | DNF | 25  | 7   | 3   | DNF | 24  | 21  | 8   | 15  | 128  |
| 5    | Esapekka Lappi     | 7   | 41  | 11  | 61  | 8   | 51  | 3   | DNF | 3   | DNF | 35  | 7   | 42  | 126  |
| 6    | Andreas Mikkelsen  | 133 | 3   | 4   | 7   | 53  | 16  | 184 | 10  | 6   | 5   | 6   | 10  | 11  | 84   |
| 7    | Elfyn Evans        | 6   | 14  | DNF | 5   | 6   | 25  | 145 | 7   | 25  | 125 | 20  | 34  | 64  | 80   |
| 8    | Hayden Paddon      |     | 5   |     |     |     | DNF | 4   | 4   |     | 3   | 7   |     | 2   | 73   |
| 9    | Daniel Sordo       | DNF |     | 2   | 4   | 3   | 43  |     |     | DNF |     |     | 5   |     | 71   |
| 10   | Mads Østberg       |     | 6   |     |     |     | 6   | 5   | 2   | DNF | 23  | 8   |     | 3   | 70   |
| 11   | Craig Breen        | 9   | 2   |     |     | DNF | 7   | 6   | 81  | 74  | DNF | 4   | 9   | 7   | 67   |
| 12   | Teemu Suninen      | 18  | 8   | 12  |     | 9   | 34  | 10  | 6   | 5   | 4   | DNF | 11  | DNF | 54   |
| 13   | Sébastien Loeb     |     |     | 5   | 142 |     |     |     |     |     |     |     | 13  |     | 43   |
| 14   | Kris Meeke         | 41  | DNF | 3   | 94  | 75  | DNF | DNS |     |     |     |     |     |     | 43   |
| 15   | Jan Kopecký        | 10  |     |     | 8   |     |     | 8   |     | 9   | 7   |     | 13  |     | 17   |
| 16   | Pontus Tidemand    |     | 12  | 7   |     | 10  | 8   |     |     |     | DNF | 10  |     |     | 12   |
| 17   | Henning Solberg    |     | 19  |     |     |     |     |     |     |     | 6   |     | 17  |     | 8    |
| 18   | Simone Tempestini  |     |     |     |     |     | 36  | DNF | 36  | 20  | 8   | 16  | 22  |     | 4    |
| 19   | Bryan Bouffier     | 8   |     |     | DNF |     |     |     |     |     |     |     |     |     | 4    |
| 19   | Marijan Griebel    |     |     |     |     |     |     |     |     | 8   |     |     |     |     | 4    |
| 19   | Alberto Heller     |     |     |     |     | DNF |     |     |     |     |     |     |     | 8   | 4    |
| 22   | Kalle Rovanperä    | 11  |     | 15  |     | DNF |     |     | 14  | 10  |     | 9   | 12  |     | 3    |
| 23   | Gus Greensmith     | DNF |     | 9   | 13  | 12  | 18  |     | 13  | DNF | DNF | 11  |     |     | 2    |
| 24   | Łukasz Pieniążek   |     | 38  |     | 15  |     | 9   | 16  | DNF | 14  |     | 15  | 33  |     | 2    |
| 25   | Chris Ingram       |     |     |     |     |     |     |     |     |     | 9   | 37  | DNS |     | 2    |
| 26   | Steve Glenney      |     |     |     |     |     |     |     |     |     |     |     |     | 9   | 4    |
| 27   | Pedro Heller       |     |     | 10  |     | 15  | 20  |     |     |     | 13  |     |     | DNF | 1    |
| 28   | Stéphane Lefebvre  |     |     |     | DNF |     | 10  | 24  | 44  | 16  |     | 13  | 32  |     | 1    |
| 29   | Yoann Bonato       | 15  |     |     | 10  |     |     |     |     | 26  |     |     |     |     | 1    |
| 30   | Jourdan Serderidis |     |     |     |     |     |     |     |     | 18  |     |     |     | 10  | 1    |

| Kleur  | Resultaat                             |
| ------ | ------------------------------------- |
| Goud   | Winnaar                               |
| Zilver | 2e plaats                             |
| Brons  | 3e plaats                             |
| Groen  | Gefinisht, in punten                  |
| Blauw  | Gefinisht, geen punten                |
| Blauw  | Niet geklasseerd (NC: Not classified) |
| Paars  | Niet gefinisht (DNF: Did not finish)  |
| Zwart  | Gediskwalificeerd (DSQ: Disqualified) |
| Wit    | Uitgesloten (EX: Excluded)            |
| Wit    | Trok zich terug (WD: Withdrew)        |
| Wit    | Niet gestart (DNS: Did not start)     |
| Blank  | Geannuleerd (C: Cancelled)            |
| Blank  | Uitgesteld (PP: Postponed)            |

### Constructeurs
| Pos. | Constructeur                  | #  | MON | ZWE | MEX | FRA | ARG | POR | ITA | FIN | DUI | TUR | GBR | SPA | AUS | Pnt. |
| ---- | ----------------------------- | -- | --- | --- | --- | --- | --- | --- | --- | --- | --- | --- | --- | --- | --- | ---- |
| 1    | Toyota Gazoo Racing WRC       | 7  | 3   | 6   | 6   | DNF | DNF | 8   | 7   | 3   | DNF | 2   | 2   | NC  | 1   | 368  |
| 1    | Toyota Gazoo Racing WRC       | 8  | 2   | NC  | NC  | 2   | 1   | DNF | NC  | 1   | 1   | 1   | NC  | 6   | DNF | 368  |
| 1    | Toyota Gazoo Racing WRC       | 9  | NC  | 4   | 7   | 6   | 7   | 4   | 3   | DNF | 3   | DNF | 3   | 7   | 4   | 368  |
| 2    | Hyundai Shell Mobis WRT       | 4  | 8   | 3   | 4   | NC  | NC  | 7   | NC  | NC  | 6   | 5   | 6   | NC  | 8   | 341  |
| 2    | Hyundai Shell Mobis WRT       | 5  | 5   | 1   | NC  | 3   | 2   | 1   | 1   | 8   | 2   | NC  | 5   | 4   | DNF | 341  |
| 2    | Hyundai Shell Mobis WRT       | 6  | DNF | NC  | 2   | 4   | 3   | DNF | 4   | 4   | DNF | 3   | NC  | 5   | 2   | 341  |
| 3    | M-Sport Ford World Rally Team | 1  | 1   | 8   | 1   | 1   | 4   | WD  | 2   | 5   | 4   | 6   | 1   | 2   | 5   | 324  |
| 3    | M-Sport Ford World Rally Team | 2  | 6   | NC  | DNF | 5   | 5   | 2   | NC  | NC  | NC  | NC  | 8   | 3   | 6   | 324  |
| 3    | M-Sport Ford World Rally Team | 3  | NC  | 7   | 8   | DNF | NC  | 3   | 8   | 6   | 5   | 4   | DNF | NC  | DNF | 324  |
| 4    | Citroën Total Abu Dhabi WRT   | 10 | 4   | DNF | 3   | 7   | 6   | DNF | DNS | 2   | DNF | 8   | 7   | 1   | 3   | 237  |
| 4    | Citroën Total Abu Dhabi WRT   | 11 | 7   | 2   | 5   | 8   | DNF | 6   | 6   | 7   | 7   | DNF | 4   | 8   | 7   | 237  |
| 4    | Citroën Total Abu Dhabi WRT   | 12 | DNS | 5   | DNS | DNS | 8   | 5   | 5   | NC  | DNS | 7   | DNS | NC  |     | 237  |

| Kleur  | Resultaat                             |
| ------ | ------------------------------------- |
| Goud   | Winnaar                               |
| Zilver | 2e plaats                             |
| Brons  | 3e plaats                             |
| Groen  | Gefinisht, in punten                  |
| Blauw  | Gefinisht, geen punten                |
| Blauw  | Niet geklasseerd (NC: Not classified) |
| Paars  | Niet gefinisht (DNF: Did not finish)  |
| Zwart  | Gediskwalificeerd (DSQ: Disqualified) |
| Wit    | Uitgesloten (EX: Excluded)            |
| Wit    | Trok zich terug (WD: Withdrew)        |
| Wit    | Niet gestart (DNS: Did not start)     |
| Blank  | Geannuleerd (C: Cancelled)            |
| Blank  | Uitgesteld (PP: Postponed)            |

Noot: Alleen de twee best geklasseerde rijders van een team scoren punten voor de constructeur.

### WRC-2
| Pos. | Rijder                  | MON | ZWE | MEX | FRA | ARG | POR | ITA | FIN | DUI | TUR | GBR | SPA | AUS | Aft. | Pnt. |
| ---- | ----------------------- | --- | --- | --- | --- | --- | --- | --- | --- | --- | --- | --- | --- | --- | ---- | ---- |
| 1    | Jan Kopecký             | 1   |     |     | 1   |     |     | 1   |     | 1   | 1   |     | 2   |     | 0    | 143  |
| 2    | Pontus Tidemand         |     | 2   | 1   |     | 1   | 1   |     |     |     | DNF | 2   |     |     | 0    | 111  |
| 3    | Kalle Rovanperä         |     |     | 5   |     | DNF |     |     | 4   | 2   |     | 1   | 1   |     | 0    | 90   |
| 4    | Gus Greensmith          |     |     | 2   |     | 2   | 8   |     | 3   | DNF | DNF | 3   |     |     | 0    | 70   |
| 5    | Łukasz Pieniążek        |     | 9   |     | 5   |     | 2   | 5   | DNF | 6   |     | 6   | 16  |     | 0    | 56   |
| 6    | Fabio Andolfi           |     |     |     | 3   |     | 14  | 4   | 8   | 3   |     | 8   | 8   |     | 0    | 54   |
| 7    | Ole Christian Veiby     |     | 3   |     | 4   |     |     | 2   | DNF |     |     | 11  | 9   |     | 0    | 47   |
| 8    | Jari Huttunen           |     | 6   | 6   |     |     | 12  |     | 2   | 12  |     | 4   | 11  |     | 0    | 46   |
| 9    | Pedro Heller            |     |     | 3   |     | 3   | 10  |     |     |     | 5   |     |     | DNF | 0    | 41   |
| 10   | Kajetan Kajetanowicz    |     |     |     |     |     |     | 7   |     | 5   | 4   |     | 4   |     | 0    | 40   |
| 11   | Pierre-Louis Loubet     |     |     |     | 6   |     | 4   | DNF | 5   | DNF |     | DNF | 7   |     | 0    | 36   |
| 12   | Nil Solans              |     |     | 7   | 7   | 5   | 9   |     |     | DNF |     | 13  | 5   |     | 0    | 34   |
| 13   | Stéphane Lefebvre       |     |     |     | DNF |     | 3   | 8   | 13  | 8   |     | 5   | 15  |     | 0    | 33   |
| 14   | Takamoto Katsuta        |     | 1   |     | 8   |     | 13  | DNF | DNF |     |     |     | 12  |     | 0    | 29   |
| 15   | Simone Tempestini       |     |     |     |     |     | 16  | DNF | 9   | 10  | 2   | 7   | 10  |     | 0    | 28   |
| 16   | Eerik Pietarainen       |     |     |     |     |     |     |     | 1   |     |     |     |     |     | 0    | 25   |
| 16   | Alberto Heller          |     |     |     |     | DNF |     |     |     |     |     |     |     | 1   | 0    | 25   |
| 18   | Hiroki Arai             |     | 7   |     | 9   |     | 5   | DNF | 7   |     |     |     |     |     | 0    | 24   |
| 19   | Benito Guerra jr.       |     |     | DNS |     |     | 7   | 6   | 6   | 9   | DNS |     | DNS |     | 0    | 24   |
| 20   | Nicolas Ciamin          |     |     |     | DNF |     |     | 3   | DNF | 7   |     |     |     |     | 0    | 21   |
| 21   | Yoann Bonato            |     |     |     | 2   |     |     |     |     | 11  |     |     |     |     | 0    | 18   |
| 22   | Gianluca Linari         |     | 12  |     |     |     |     |     |     |     |     |     |     | 2   | 0    | 18   |
| 23   | Eddie Sciessere         | 2   |     |     |     |     |     |     |     | DNS |     |     |     |     | 0    | 18   |
| 24   | Chris Ingram            |     |     |     |     |     |     |     |     |     | 3   | 12  | DNS |     | 0    | 15   |
| 25   | Teemu Suninen           | 3   |     |     |     |     |     |     |     |     |     |     |     |     | 0    | 15   |
| 25   | Petter Solberg          |     |     |     |     |     |     |     |     |     |     |     | 3   |     | 0    | 15   |
| 27   | Marco Bulacia Wilkinson |     |     | 4   |     | DNF |     |     |     |     |     | 9   | 18  |     | 0    | 14   |
| 28   | Guillaume de Mevius     | 4   |     |     | DNS |     |     |     |     |     |     |     |     |     | 0    | 12   |
| 28   | Mattias Adielsson       |     | 4   |     |     |     |     |     |     |     |     |     |     |     | 0    | 12   |
| 28   | Diego Dominguez         |     |     |     |     | 4   |     |     |     |     |     |     |     |     | 0    | 12   |
| 28   | Fabian Kreim            |     |     |     |     |     |     |     |     | 4   |     |     |     |     | 0    | 12   |
| 32   | Janne Tuohino           |     | 5   |     |     |     |     |     |     |     |     |     |     |     | 0    | 10   |
| 33   | Juuso Nordgren          |     |     |     |     |     | 6   |     |     |     |     |     |     |     | 0    | 8    |
| 33   | Burak Cukurova          |     |     |     |     |     |     |     |     |     | 6   |     |     |     | 0    | 8    |
| 33   | Henning Solberg         |     |     |     |     |     |     |     |     |     |     |     | 6   |     | 0    | 8    |
| 36   | Diogo Salvi             |     |     |     |     |     |     |     |     |     | 7   |     |     |     | 0    | 6    |
| 37   | Lars Stugemo            |     | 8   |     |     |     |     |     |     |     |     |     |     |     | 0    | 4    |
| 37   | Bora Manyera            |     |     |     |     |     |     |     |     |     | 8   |     |     |     | 0    | 4    |
| 39   | Erkan Güral             |     |     |     |     |     |     |     |     |     | 9   |     |     |     | 0    | 2    |
| 40   | Murat Bostanci          |     |     |     |     |     | 11  |     | 10  |     | DNF |     |     |     | 0    | 1    |
| 41   | Janne Berg              |     | 10  |     |     |     |     |     |     |     |     |     |     |     | 0    | 1    |
| 41   | George Vassilakis       |     |     |     |     |     |     |     |     |     | 10  |     |     |     | 0    | 1    |
| 41   | Eric Camilli            | DNF |     |     |     |     |     |     |     | DNF |     | 10  | 17  |     | 0    | 1    |

| Kleur  | Resultaat                             |
| ------ | ------------------------------------- |
| Goud   | Winnaar                               |
| Zilver | 2e plaats                             |
| Brons  | 3e plaats                             |
| Groen  | Gefinisht, in punten                  |
| Blauw  | Gefinisht, geen punten                |
| Blauw  | Niet geklasseerd (NC: Not classified) |
| Paars  | Niet gefinisht (DNF: Did not finish)  |
| Zwart  | Gediskwalificeerd (DSQ: Disqualified) |
| Wit    | Uitgesloten (EX: Excluded)            |
| Wit    | Trok zich terug (WD: Withdrew)        |
| Wit    | Niet gestart (DNS: Did not start)     |
| Blank  | Geannuleerd (C: Cancelled)            |
| Blank  | Uitgesteld (PP: Postponed)            |

### WRC-3
| Pos. | Rijder                   | MON | ZWE | MEX | FRA | ARG | POR | ITA | FIN | DUI | TUR | GBR | SPA | AUS | Aft. | Pnt. |
| ---- | ------------------------ | --- | --- | --- | --- | --- | --- | --- | --- | --- | --- | --- | --- | --- | ---- | ---- |
| 1    | Taisko Lario             | 3   | 8   |     |     |     |     | 2   | 7   | 1   |     | 3   | 2   |     | 0    | 101  |
| 2    | Enrico Brazzoli          | 1   |     |     |     |     |     | 4   |     | 2   |     | 2   | 1   | DNF | 0    | 98   |
| 3    | Emil Bergkvist           |     | 2   |     | 3   |     | 4   |     | 2   |     | 1   |     |     |     | 0    | 88   |
| 4    | Jean-Baptiste Franceschi |     | 4   |     | 1   |     | 8   | 1   | 3   | DNF | DNF |     |     |     | 0    | 81   |
| 5    | Denis Rådström           |     | 1   |     | 4   |     | 1   |     | DNF |     | 2   |     |     |     | 0    | 80   |
| 6    | Louise Cook              |     |     |     |     |     |     | 3   | DNS | 3   | 9   | 4   | 3   | DNS | 0    | 59   |
| 7    | Tom Williams             |     | 12  | DNF | 11  |     | 7   |     | 6   |     | 6   | 1   |     |     | 0    | 47   |
| 8    | Callum Devine            |     | 7   |     | 5   |     | DNF |     | 5   |     | 4   |     |     |     | 0    | 38   |
| 9    | Ken Torn                 |     | 14  |     | 6   |     | DNF |     | 1   |     | DNF |     |     |     | 0    | 31   |
| 10   | Julius Tannert           |     | 3   |     | 9   |     | 10  |     | 4   |     | DNF |     |     |     | 0    | 30   |
| 11   | Terry Folb               |     | 5   |     | 2   |     | DNF |     | 13  | DNS |     |     |     |     | 0    | 28   |
| 12   | Bugra Banaz              |     |     |     | 8   |     | 5   |     | 8   |     | 5   |     |     |     | 0    | 28   |
| 13   | Enrico Oldrati           |     | DNF |     | 12  |     | 2   |     | 9   |     | 8   |     |     |     | 0    | 24   |
| 14   | David Holder             |     | 11  |     | 15  |     | 3   |     | 11  |     | 7   |     |     |     | 0    | 21   |
| 15   | Amaury Molle             | 2   |     |     | 14  |     |     |     |     |     |     |     |     |     | 0    | 18   |
| 16   | Emilio Fernández         |     | 9   |     | 10  |     | 11  |     | 15  |     | 3   |     |     |     | 0    | 18   |
| 17   | Luca Botarelli           |     | 10  |     | 7   |     | 6   |     | 12  |     |     |     |     |     | 0    | 15   |
| 18   | Yuriy Protasov           |     | 6   |     |     |     |     |     |     |     |     |     |     |     | 0    | 8    |
| 19   | Umberto Accornero        |     |     |     | 13  |     | 9   |     | 10  |     |     |     |     |     | 0    | 3    |

| Kleur  | Resultaat                             |
| ------ | ------------------------------------- |
| Goud   | Winnaar                               |
| Zilver | 2e plaats                             |
| Brons  | 3e plaats                             |
| Groen  | Gefinisht, in punten                  |
| Blauw  | Gefinisht, geen punten                |
| Blauw  | Niet geklasseerd (NC: Not classified) |
| Paars  | Niet gefinisht (DNF: Did not finish)  |
| Zwart  | Gediskwalificeerd (DSQ: Disqualified) |
| Wit    | Uitgesloten (EX: Excluded)            |
| Wit    | Trok zich terug (WD: Withdrew)        |
| Wit    | Niet gestart (DNS: Did not start)     |
| Blank  | Geannuleerd (C: Cancelled)            |
| Blank  | Uitgesteld (PP: Postponed)            |

### JWRC
| Pos. | Rijder                   | ZWE  | FRA | POR   | FIN  | TUR   | Pnt. |
| ---- | ------------------------ | ---- | --- | ----- | ---- | ----- | ---- |
| 1    | Emil Bergkvist           | 2+5  | 3   | 4+11  | 2+11 | 1+1   | 121  |
| 2    | Denis Rådström           | 1+9  | 4   | 1+3   | DNF  | 2+1   | 84   |
| 3    | Jean-Baptiste Franceschi | 4    | 1+8 | 8     | 3    | DNF+8 | 64   |
| 4    | Ken Torn                 | 12+4 | 6   | DNF+4 | 1+8  | DNF+4 | 51   |
| 5    | Callum Devine            | 6    | 5   | DNF   | 5    | 4+3   | 43   |
| 6    | Julius Tannert           | 3    | 9   | 10+1  | 4    | DNF+2 | 33   |
| 7    | Bugra Banaz              |      | 8   | 5     | 7    | 5+1   | 31   |
| 8    | Terry Folb               | 5    | 2+2 | DNF   | 12   |       | 30   |
| 9    | David Holder             | 9    | 14  | 3     | 10   | 7+3   | 27   |
| 10   | Enrico Oldrati           | DNF  | 12  | 2     | 8    | 8     | 26   |
| 11   | Emilio Fernández         | 7+1  | 10  | 11    | 13   | 3+1   | 24   |
| 12   | Tom Williams             | 10   | 11  | 7     | 6    | 6     | 23   |
| 13   | Luca Bottarelli          | 8    | 7+1 | 6+1   | 11   |       | 20   |
| 14   | Umberto Accornero        |      | 13  | 9     | 9    |       | 4    |

| Kleur  | Resultaat                             |
| ------ | ------------------------------------- |
| Goud   | Winnaar                               |
| Zilver | 2e plaats                             |
| Brons  | 3e plaats                             |
| Groen  | Gefinisht, in punten                  |
| Blauw  | Gefinisht, geen punten                |
| Blauw  | Niet geklasseerd (NC: Not classified) |
| Paars  | Niet gefinisht (DNF: Did not finish)  |
| Zwart  | Gediskwalificeerd (DSQ: Disqualified) |
| Wit    | Uitgesloten (EX: Excluded)            |
| Wit    | Trok zich terug (WD: Withdrew)        |
| Wit    | Niet gestart (DNS: Did not start)     |
| Blank  | Geannuleerd (C: Cancelled)            |
| Blank  | Uitgesteld (PP: Postponed)            |

Monte Carlo · Zweden · Mexico · Corsica · Argentinië · Portugal · Sardinië · Finland · Duitsland · Turkije · Groot-Brittannië · Catalonië · Australië
1973 · 1974 · 1975 · 1976 · 1977 · 1978 · 1979 · 1980 · 1981 · 1982 · 1983 · 1984 · 1985 · 1986 · 1987 · 1988 · 1989 · 1990 · 1991 · 1992 · 1993 · 1994 · 1995 · 1996 · 1997 · 1998 · 1999 · 2000 · 2001 · 2002 · 2003 · 2004 · 2005 · 2006 · 2007 · 2008 · 2009 · 2010 · 2011 · 2012 · 2013 · 2014 · 2015 · 2016 · 2017 · 2018 · 2019 · 2020 · 2021 · 2022 · 2023 · 2024 ·
2025